# Tafea

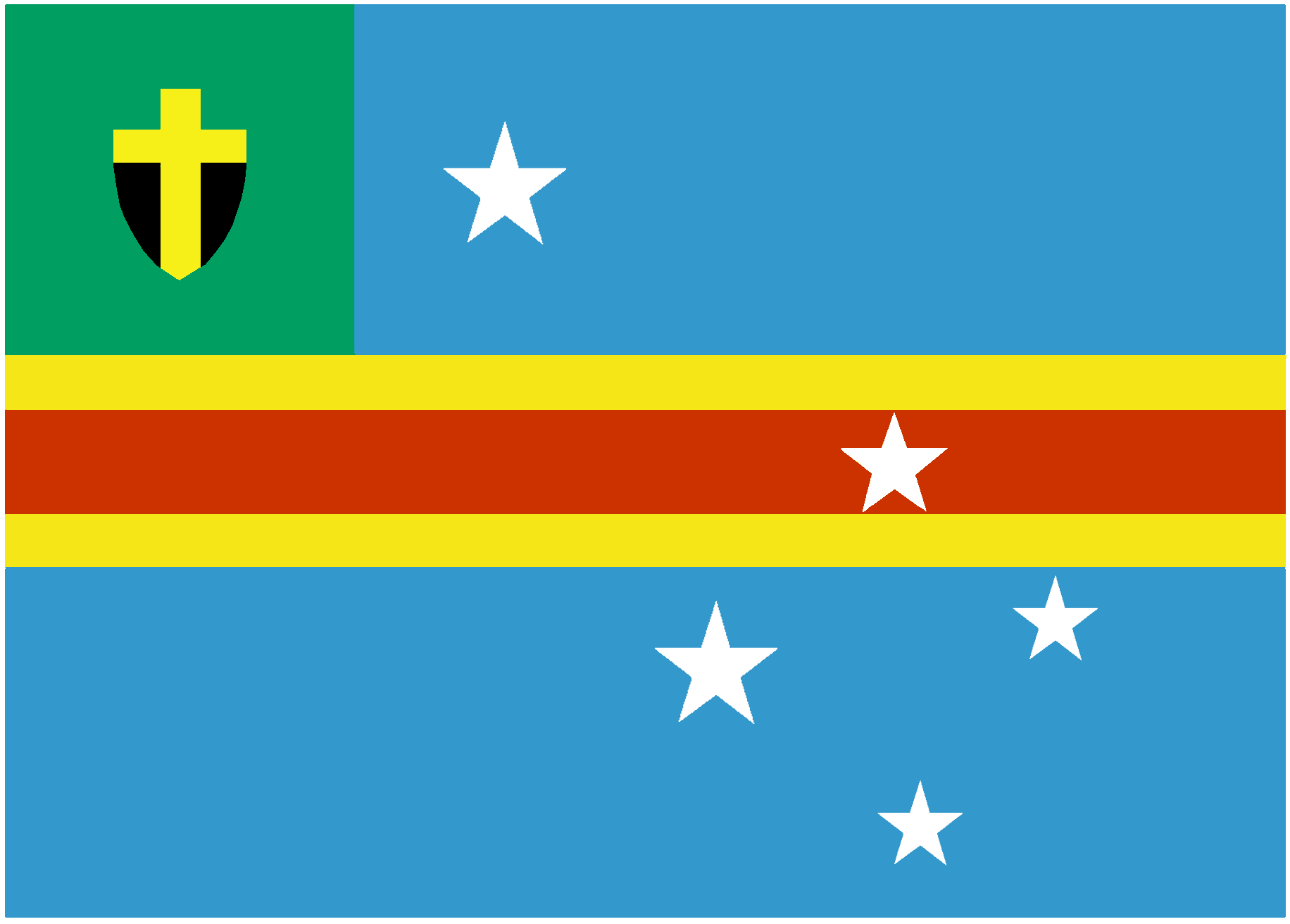
Bandeira

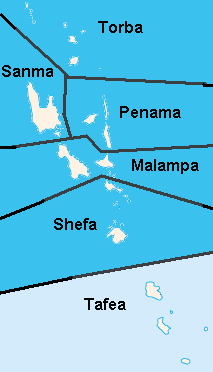
Tafea

Tafea é uma província de Vanuatu. Inclui as ilhas de Erromango, Tanna, Anatom e mais duas ilhas não habitadas. Tem uma população de 27 530 habitantes e uma superfície de 1628 km². Sua capital é Isangel.